# Foley (Missouri)
Foley – miasto w Stanach Zjednoczonych, w stanie Missouri, w hrabstwie Lincoln.